# Холявко, Алексей Павлович
Алексей Павлович Холявко (5 апреля 1933, Ялано-Катайский район, Уральская область — 12 октября 2003, Яланское, Курганская область) — комбайнер совхоза «Яланский» Сафакулевского района Курганской области.

## Биография
Алексей Павлович Холявко родился 5 апреля 1933 года в крестьянской семье в деревне Кучугун Ялано-Катайского района Уральской области. Решением исполнительного комитета Курганского областного Совета депутатов трудящихся № 389 от 27 января 1965 года деревня Кусугун (Кучугун) исключена как сселившаяся. Территория деревни ныне входит в Сафакулевский муниципальный округ Курганской области. Украинец.
В 1938 году был репрессирован отец, в том же году умерла мать. С 12 лет Алёша Холявко, получив начальное образование, начал трудиться дезинфектором в Сафакулевской районной больнице и на других подсобных работах.
В 1950 году окончил курсы комбайнеров при Берёзовском училище механизации и начал работать комбайнёром в Яланском совхозе, зарекомендовал себя знающим, надёжным механизатором. В 1953 году был призван на воинскую службу в ряды Советской Армии, после демобилизации в 1956 году вернулся домой и снова работал на комбайне. В урожайном 1959 году Холявко намолотил почти 17000 центнеров зерна.
В 1963 году стал одним из инициаторов скоростной уборки урожая. Навесив на комбайн «СК-3» вторую жатку, он увеличил производительность комбайна и уложил в валки хлеба с 1637 гектаров. Сотни механизаторов переняли тогда его опыт работы. Всего же на счету Алексея Холявко более десятка высокоэффективных рационализаторских предложений. За достижение выдающихся показателей на уборке урожая и активную рационализаторскую работу в 1966 году Алексей Павлович был награждён орденом Ленина. Его метод переоборудования жатки ЖВН-6 для обкосов полей и разбивки загонок использовался механизаторами во многих регионах страны.
В 1967 году он вступил в ряды КПСС.
С каждым годом росло мастерство комбайнера Холявко. Он стал мастером жатвы хлебов, кроме того, ежегодно намолачивал по 5-7 тысяч центнеров зерна. А в 1970 году выдал из бункера своего комбайна 10159 центнеров хлеба. Его имя было занесено в областную книгу «Трудовая летопись 9-й пятилетки». Неоднократный чемпион комбайновой уборки совхоза, района, области.
Указом Президиума Верховного Совета СССР от 8 апреля 1971 года Холявко Алексею Павловичу было присвоено звание Героя Социалистического Труда.
В 1984—1993 годах заведовал машинным двором и цехом по ремонту комбайнов и кормодобывающей техники. Он создал постоянное звено, которое много лет решало многие производственные дела и на хлебном поле, и в цехе в составе: электрик и токарь Истомин Юрий Федорович, слесарь Новоселов Александр Иванович, сварщик Горбунов Сергей Павлович. Много сил и времени они уделяли рационализаторским работам и сконструировали ими самоходный кукурузоуборочный комбайн. Комбайн представляли на выставке в Подмосковье Кузнецов Михаил Матвеевич и Холявко Алексей Павлович. В качестве награды за эту работу Яланскому совхозу министром сельского хозяйства РСФСР был выделен автомобиль УАЗ-469.
С 1971 по 1981 год член Курганского областного комитета КПСС, был делегатом XXIV съезда КПСС. Депутат районного Совета нескольких созывов.
Жил в селе Яланском Яланского сельсовета Сафакулевского района Курганской области, ныне село входит в Сафакулевский муниципальный округ той же области. Увлекался пчеловодством.
Алексей Павлович Холявко умер 12 октября 2003 года <где?>. Похоронен <где?>.

## Награды
- Герой Социалистического Труда, 8 апреля 1971 года
  - Орден Ленина № 405454
  - Медаль «Серп и Молот» № 18045
- Орден Ленина, 1966 год
- Юбилейная медаль «За доблестный труд. В ознаменование 100-летия со дня рождения Владимира Ильича Ленина»[4]
- Звание почётного гражданина Сафакулевского района, 2004 год (посмертно)
- Имя занесено в областную книгу «Трудовая летопись 9-й пятилетки»

## Семья
- Супруга — Зоя Андреевна
- Дети — Евгений, Владимир, Елена